# 希瑟·诺尔特
希瑟·安·诺尔特（英語：Heather Ann Nauert，1970年1月27日—）是美国记者和前政府官员，自2017年4月24日起至2019年4月3日擔任美国国务院发言人。她现在是一位哈德逊研究所的高级研究员。她是前ABC新闻的新闻记者以及福斯新闻频道《Fox & Friends》前新闻主播。她还在2018年3月至10月代理副国务卿（公共外交和公共事务）。她目前还是一位白宫学者计划委员会委员。

## 早期生活
诺尔特出生於伊利諾伊州的罗克福德。其父彼得·诺尔特曾經是保險業界的行政人員。诺尔特有三名兄弟：賈斯汀、喬納森和約瑟夫。
诺尔特在罗克福德上日校，再到麻省栗树山的松莊園學院，之後到亞利桑那州立大學上學。當她在華盛頓特區完成鄉村音樂視頻節目的實習後，她回到亞利桑那州完成學業。最終在弗農山神學院暨學院畢業並獲得文学士的通信學位。之後在哥伦比亚大学獲得新闻学文學碩士。

## 職業生涯

### 記者
1996年，诺尔特為廣播聯賣節目《第一商務》的記者。1998年起，她到福斯新聞頻道上班，首三年擔任撰稿人，之後四年成為記者。做記者期間，亦經常為《大件事》（The Big Story）撰稿。诺尔特在2005年離職。
2005年至2007年期間，诺尔特先後在多間傳媒機構任職，包括在ABC新聞擔任總外派記者（general assignment correspondent），並負責為《ABC世界新聞》、《早安美國》和《夜線》等節目寫稿。她在ABC期間也曾主持特別系列節目《環球十三》（13 Around the World），並因而獲提名艾美奖。
2007年，诺尔特回歸霍士新聞，與約翰·吉布森（John Gibson）共同在週一至週五主持《大件事》。
诺尔特亦與史蒂夫·萊西（Steve Lacy）在平日早上於紐約市共述福斯廣播公司的《好天早電》和《好天起床》。2012年10月，诺尔特離開《好天起床》並轉任《霍士與友人》的新聞主播。

### 出演經歷
- 兄弟守護者（英语：Brother's Keeper (1998 TV series)）《政治無禮》(Politically Impolite)（1999年，一集，飾演自己）
- 《24》（2010年，三集，飾演自己）

### 顧問
诺尔特亦曾就醫療保險、美国社会安全保险和稅務方面，為政府提供意見。诺尔特亦是美国外交关系协会會員。

### 美國國務院

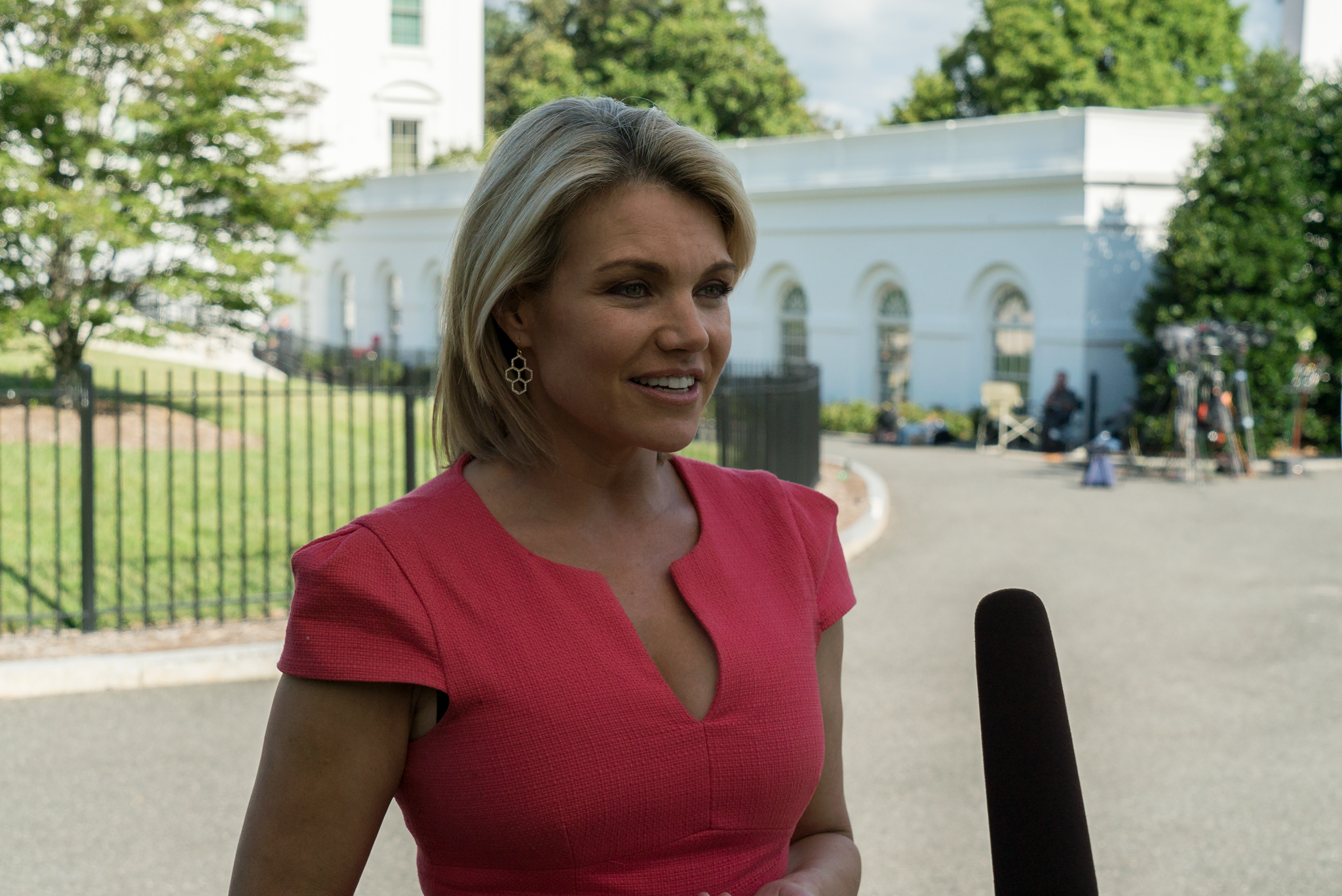
诺尔特在2017年7月25日於白宮見記者

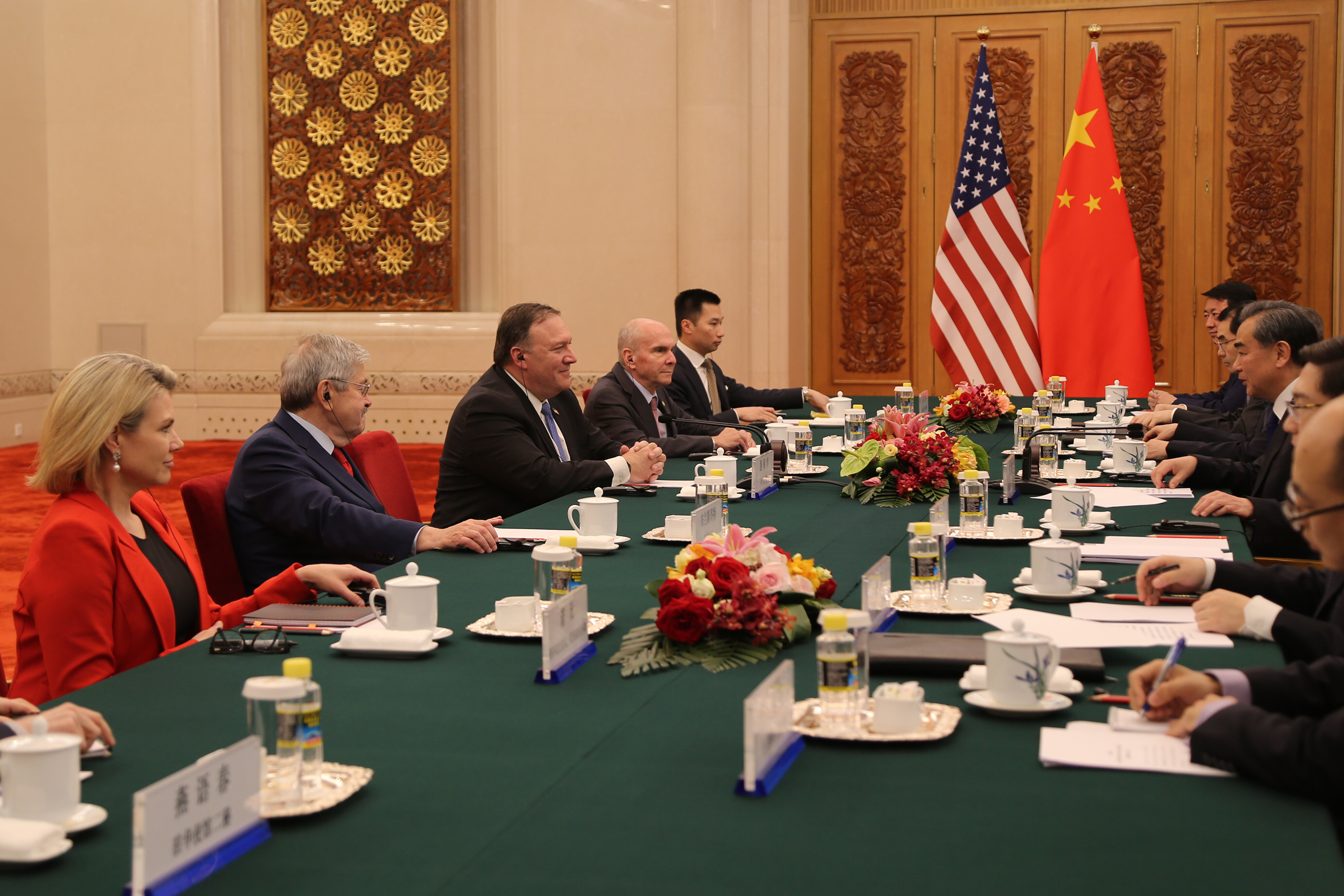
2018年6月14日，诺尔特陪同國務卿邁克·蓬佩奧與中國外交部長王毅在北京會面

2017年4月24日，美国国务院宣布诺尔特將出任新任國務院發言人，此亦是她首次加入政府。五星期後的6月6日，诺尔特主持首個記者會。2018年3月13日，國務院副國務卿（公共外交和公共事務）史蒂夫·戈德斯坦被撤職，诺尔特隨即被任命為代理副國務卿。
2018年4月，诺尔特支持沙特领导的干预也门行动，又譴責「伊朗惡意干預也門」。5月，诺尔特回應加沙邊境抗議事件時表示，「我們反對在國際刑事法院針對以色列採取的行動，因為這無助於和平進程。」
7月的D日紀念日當日，诺尔特引用诺曼底战役為例，證明美國和德國有著強大的關係。言論觸發了爭議。
8月，加拿大要求沙特釋放人權社運份子雷夫·巴達維（Raif Badawi）及其胞妹薩馬爾·巴達維（Samar Badawi），沙特不滿並驅逐加拿大大使，以及凍結兩國貿易往來，導致兩國關係跌入低谷。诺尔特回應時表示「沙特和加拿大政府必須解決此問題，雙方都要在外交上共同解決事件，我們不能為他們完成」。
11月1日，據報總統特朗普向诺尔特提出，接替妮基·黑利成為新任美国常驻联合国代表。消息指，特朗普的首選為前總統顧問迪娜·鮑威爾（Dina Powell），但鮑威爾及後放棄提名。

### 駐聯合國大使提名
2018年12月6日，多個媒體報道指總統特朗普將會任命诺尔特為下任美国常驻联合国代表。翌日，總統特朗普正式宣布有關決定，又向記者表示诺尔特是一個「出色的人」，「長期支持我的施政」。當時媒體亦發現诺尔特雖然沒有外交事務經驗，卻在國務院內迅速升職。《Politico》寫道，「不足兩年前，希瑟·诺尔特還在霍士與朋友訪問其他人。現在，她正準備解決全球日益嚴峻的地緣政治問題。」《華盛頓郵報》以「希瑟·诺尔特曾用D日印證美德關係的『長久歷史』，現在她正前往聯合國。」作為頭條。
但其實除了特朗普的宣佈外，诺尔特從未被正式任命。她在填寫文檔時，據報透露自己曾合法僱用一個沒有正當工作簽證的保姆。2019年2月16日，诺尔特以家庭為由，放棄考慮駐聯合國大使的提名。

### 傅爾布萊特獎學金委員會
2019年3月29日，特朗普任命希瑟·诺尔特為J·威廉·傅爾布萊特外國獎學金委員會委員，12人委員會負責監督傅爾布萊特計畫。

## 個人生活
诺尔特的丈夫為摩根士丹利私人信貸和股權執行董事史葛·諾比（Scott Norby），諾比曾經在國家獸醫協會、瑞銀集團、高盛和嘉古公司工作。二人育有兩個兒子。她与丈夫和两个孩子住在纽约。

## 外部鏈結
- 希瑟·诺尔特：生平 （页面存档备份，存于） 美国国务院
- 希瑟·诺尔特：生平（互聯網電影資料庫） （页面存档备份，存于）
- 希瑟·诺尔特的X（前Twitter）
- C-SPAN內的頁面（英文）

| 官衔                     | 官衔                                             | 官衔                   |
| ------------------------ | ------------------------------------------------ | ---------------------- |
| 前任者： 約翰·柯比       | 美國國務院發言人 2017年-2019年                   | 繼任者： 摩根·奥塔格斯 |
| 前任者： 史蒂夫·戈德斯坦 | 國務院副國務卿（公共外交和公共事務） 代理 2018年 | 繼任者： 米歇爾·朱達   |